# Revue Droit et Littérature

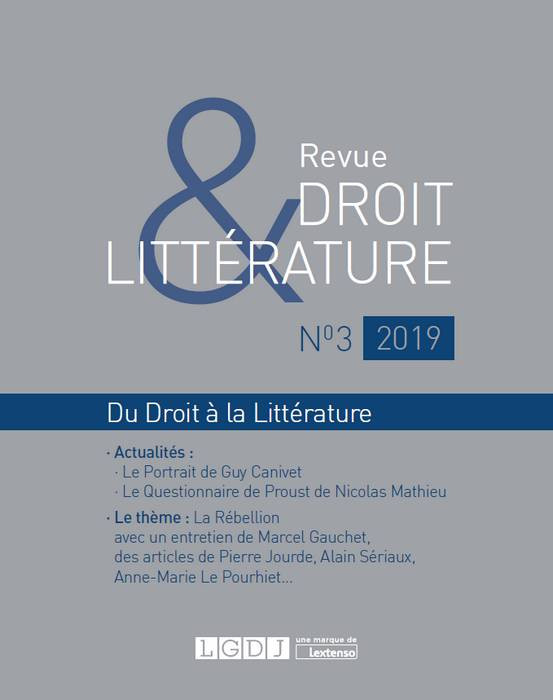
Couverture du numéro 3 de la Revue Droit et Littérature

La revue Droit et Littérature (RDL) est une revue annuelle. Selon son rédacteur en chef, elle serait la première portant sur le mouvement droit et littérature qui est publiée en France. Elle est éditée par LGDJ, une filiale et marque du groupe Lextenso, éditeur de la Gazette du Palais. 

## Historique et axe éditorial
La revue Droit et Littérature a été fondée en 2017, par Nicolas Dissaux, professeur à l'université de Lille, et Emmanuelle Filiberti, directeur général délégué de Lextenso. La RDL explore toutes « les pistes susceptibles d'enrichir la réflexion des juristes, des littéraires et, plus généralement, de tous les curieux ». Droit de la littérature, droit dans la littérature, droit comme littérature sont ainsi les domaines de recherche développés depuis le premier numéro.

## Organisation
Rédacteur en chef : Nicolas Dissaux, Professeur à l'université de Lille.
Secrétaire général : Yves-Édouard Le Bos, Maître de conférences à l'Université Paris III - Sorbonne Nouvelle
Directrice éditoriale :  Céline Slobodansky
Chargée des relations extérieures : Emmanuelle Saulnier-Cassia, professeur de droit public à l'université de Versailles Saint-Quentin-En-Yvelines.

## Comité scientifique
Le comité scientifique est composé de :
- Peter Brooks, Princeton University
- Christophe Jamin, Directeur de l'école de droit de Sciences Po
- François Ost, Professeur à l'université de Saint-Louis, Bruxelles
- Michel Rosenfeld, Professeur de droit constitutionnel à la Cardozo School of Law ( New York )
- Paolo Tortonese, Professeur de littérature à l'université Sorbonne Nouvelle - Paris 3
- Anna Arzoumanov, Maîtresse de conférences en langue et littérature françaises de l'université Paris-Sorbonne
- Arnaud Latil, Maître de conférences en langue et littérature françaises de l'université Paris-Sorbonne
- Judith Sarfati Lanter, Maître de conférences en littérature comparée, Faculté des Lettres, Sorbonne université, Centre de recherche en littérature comparée (CRLC), Labex OBVIL.

## Évolution
La RDL propose depuis le troisième numéro une formule complétée par de nouvelles rubriques (le mot du droit, l'agenda, le questionnaire de Proust, etc.) et un nouveau format (plus large). Depuis 2019, la revue est référencée par l'éditeur scientifique cairn.info.

## Recensions
« La naissance d’une nouvelle revue est toujours un motif de satisfaction pour l’esprit; on s’en réjouira particulièrement lorsque la nouvelle venue entend jeter des ponts entre le droit et la littérature » commente François Ost. La Revue des Deux Mondes salue « le courage de Nicolas Dissaux et de ses coéquipiers de se lancer dans cette aventure et de se risquer à publier une fois par an un fort volume consacré à cette problématique, encore méconnue, des rapports entre le droit et les lettres. » La revue Esprit souligne, lors de la seconde livraison de la RDL, qu'elle "continue d'explorer un champ d'étude qui acquiert progressivement ses lettres de noblesse". Lors de la troisième livraison, le Figaro Magazine, par la plume d'Eugénie Bastié, souligne que la jeune revue Droit et Littérature "s'est attelée à cette vaste tâche d'explorer les liens complémentaires et parfois qu'entretiennent ces deux disciplines". Baptiste Thierry, sur son blog Sine Lege, souligne qu'avec la Revue Droit et Littérature, "il ne s’agira pas seulement de s’aérer l’esprit: le lecteur y trouvera des développements juridiques, techniques, permettant de mieux comprendre le droit par la littérature, et vice-versa".
Nicolas Dissaux et Yves-Edouard Le Bos ont été invités par Denis Salas à présenter la revue dans l'émission La Plume dans la balance de la radio Amicus. Denis Salas observe que la RDL "fait le pari de jeter un pont entre deux disciplines qui sont trop souvent opposées : le droit, expression de la rigueur, du formalisme, de la norme et la littérature, source d’imagination, de fantaisie, de l’ouverture au possible. Son projet est d’accorder la singularité des histoires et la généralité des principes. Et ainsi de briser l’opposition entre le "tout est possible" du personnage de roman au  "tu ne dois pas" de la règle de droit".
La Librairie Mollat a également organisé une rencontre qui a permis de présenter à nouveau les enjeux soutenus par la RDL.